# Judith Viorst

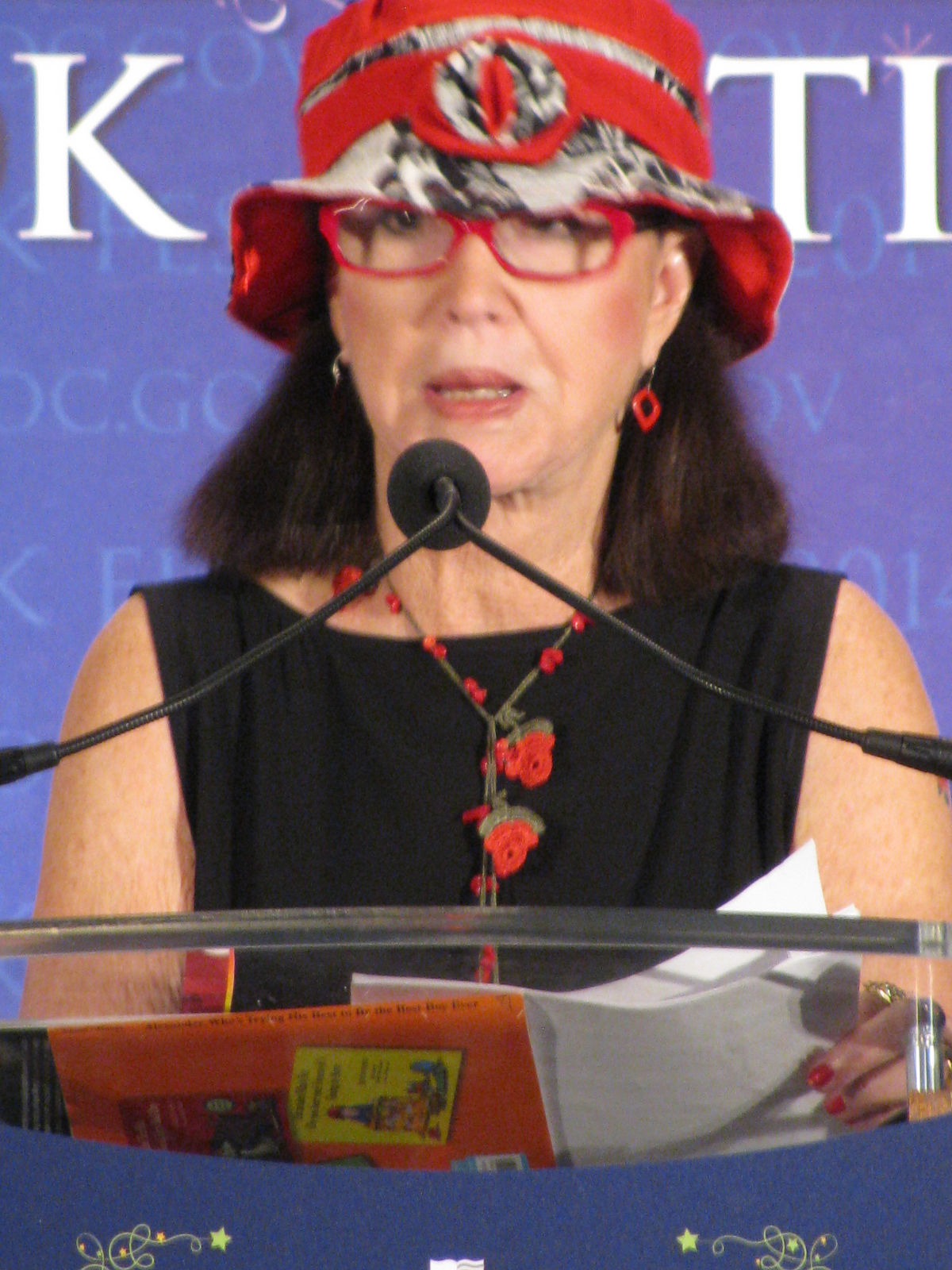
Judith Viorst

Judith Viorst (* 2. Februar 1931 in Newark, New Jersey) ist eine US-amerikanische Autorin, Zeitungsjournalistin und Psychoanalytikerin.

## Leben
Viorst schloss 1952 ihr Studium am Newark College of Arts and Sciences an der Rutgers University in Newark ab. 1968 gehörte sie zu den Unterzeichnern des Writers and Editors ar Tax Protest, die sich aus Protest gegen den Vietnamkrieg weigerten, Steuern zu zahlen. Nachdem sie jahrelang erfolgreich Bücher für Kinder, Jugendliche und Erwachsene geschrieben hatte, begann sie Ende der 1970er Jahre ein Studium der Psychoanalyse am Washingtoner Psychoanalytic Institute, das sie 1981 erfolgreich abschloss.
Viorst ist mit einem Politik-Schriftsteller verheiratet. Das Paar lebt in Washington D. C. und hat drei erwachsene Söhne.

## Werke

### Kinderbücher
- I'll fix Anthony. illustriert von  Arnold Lobel. Harper & Row, New York City 1969, ISBN 0-06-026306-7.
  - deutsch: Na warte.. Andi. Otto Maier Verlag, Ravensburg 1974, ISBN 3-473-39628-1.
- Try it Again Sam: Safety When You Walk, illustriert von Paul Galdone, 1970.
- Alexander and the Terrible, Horrible, No Good, Very Bad Day. illustriert von Ray Cruz. Atheneum, New York City 1972, ISBN 0-689-70428-3.
- Mama Says there Aren't any Zombies, Ghosts, Vampires, Creatures, Demons, Monsters, Goblins, or Things. illustriert von Kay Chorao. Atheneum, New York City 1973.
  - deutsch von Hanna Bautze: Mama sagt: Es gibt keine Gespenster. Otto Maier Verlag, Ravensburg 1976, ISBN 3-473-39641-9.
- Alexander, Who Used to Be Rich Last Sunday. illustriert von Ray Cruz. Atheneum, New York City 1977, ISBN 0-689-30602-4.
  - deutsch: Alexander und das blöde Geld. Otto Maier Verlag, Ravensburg 1979, ISBN 3-473-39657-5.
- The Tenth Good Thing about Barney, illustriert von Erik Blegvad, 1987.
- Earrings, illustriert von Nola Langner Malone. Atheneum Books for Young Readers, New York City 2010, ISBN 978-1-4424-1281-1.
- Lulu and the Brontosaurus, illustriert von Lane Smith. Atheneum, New York City 2010, ISBN 978-1-4169-9961-4.
- Lulu Walks the Dogs, Illustriert von Lane Smith. Atheneum, New York City, USA 2012, ISBN 978-1-4424-3579-7.
- Lulu’s Mysterious Mission, illustriert von Kevin Cornell. Atheneum, New York City, USA 2014, ISBN 978-1-4424-9746-7.

### Sonstige Bücher
- The Changing Earth, illustriert von Feodor Rimsky. Bantam 1967.
- People and other aggravations. 1971.
- Necessary Losses: The Loves, Illusions Dependencies, and Impossible Expectations That All of Us Have to Give Up in Order to Grow. 1987.
  - deutsch: Mut zur Trennung: Menschliche Verluste, die das Leben sinnvoll machen. Heyne, München 1990, ISBN 3-453-03363-9.
- Murdering Mr. Monti: A Merry Little Tale of Sex and Violence, Simon and Schuster, New York City, USA 1994, ISBN 0-671-76074-2.
- Imperfect Control: Our Lifelong Struggles with Power and Surrender. 1998.
  - deutsch: Kontrolle ist gut, Vertrauen ist besser: Der Weg zur inneren Gelassenheit. Heyne, München 2000, ISBN 3-453-17260-4.